# هيلين شاندلير
هيلين شاندلير (بالإنجليزية: Helen Chandler)‏ (و. 1906 – 1965 م) هي ممثلة، وممثلة مسرحية، من الولايات المتحدة الأمريكية، ولدت في تشارلستون، كارولاينا الجنوبية، توفيت في لوس أنجلوس، عن عمر يناهز 59 عاماً.

## وصلات خارجية
- هيلين شاندلير على موقع IMDb (الإنجليزية)
- هيلين شاندلير على موقع ألو سيني (الفرنسية)
- هيلين شاندلير على موقع أول موفي (الإنجليزية)
- هيلين شاندلير على موقع قاعدة بيانات برودواي على الإنترنت (الإنجليزية)
- هيلين شاندلير على موقع قاعدة بيانات الأفلام السويدية (السويدية)
- هيلين شاندلير على موقع قاعدة بيانات الفيلم (الإنجليزية)
- هيلين شاندلير على موقع كينوبويسك (الروسية)